# Poropuntius bolovenensis
Poropuntius bolovenensis és una espècie de peix cipriniforme de la família dels ciprínids.

## Morfologia
Els mascles poden assolir els 20 cm de longitud total.

## Distribució geogràfica
Es troba al curs inferior del riu Mekong al sud de Laos.